# Museo Magnin
Il Museo Magnin è un museo d'arte situato nella città francese di Digione.
Al suo interno ospita una collezione di circa 2000 opere d'arte raccolte dai mecenati Maurice Magnin e sua sorella Jeanne, lasciate in eredità allo stato francese nel 1938 insieme all'hotel Lantin, un edificio del XVIII secolo nel quartiere storico di Digione, dove è stato allestito il complesso museale.

## Edificio museale
Costruito tra il 1652 e il 1681 per Etienne Lantin, l'edificio divenne di proprietà della famiglia Magnin nel XIX secolo quando Jean-Hugues Magnin (1791-1856) lo acquistò nel 1829. Senza alterare il suo stile originale, il oalazt fu ristrutturato negli anni '30 dall'architetto parigino Auguste Perret, per ospitare la collezione che Maurice Magnin, un anno dopo la morte di sua sorella Jeanne, donò allo stato francese nel 1938.